# 1967 في بيرو
فيما يلي قوائم الأحداث التي وقعت خلال عام 1967 في بيرو.

## سياسة

### انتهاء فترة المنصب
- 17 فبراير – سيرو ألجيريا عضو مجلس نواب بيرو ‏.

## رياضة
- 1 يناير – الدوري البيروفي لكرة القدم 1967 الفائز نادي يونيفرسيتاريو.
- 1 يناير – كوبا بيرو 1967 الفائز Alfonso Ugarte de Chiclín [الإنجليزية]‏.

## مواليد

### يناير
- 11 يناير – فيكتور هوغو ريفيرا حكم كرة قدم بيروفي.

### أبريل
- 6 أبريل – دييغو فالفيردي فيينا شاعر إسباني.
- 12 أبريل – خوليو ريفيرا لاعب كرة قدم بيروفي.
- 17 أبريل – هنري إيان كوسيك ممثل اسكتلدني.

### يونيو
- 12 يونيو – إدغار برادو فارس من الولايات المتحدة الأمريكية.

### سبتمبر
- 19 سبتمبر – لويس أنطونيو إسكوبار لاعب كرة قدم بيروفي.
- 21 سبتمبر – سيزار رودريغيز لاعب كرة قدم بيروفي.

### أكتوبر
- 4 أكتوبر – صوفيا روتشا ممثلة بيروفية.
- 23 أكتوبر – خايمي يزاجا لاعب كرة مضرب بيروفي.

### نوفمبر
- 2 نوفمبر – دييغو بيرت ممثل بيروفي.
- 10 نوفمبر – أوريليو باستور سياسي بيروفي.
- 14 نوفمبر – جوانا سان ميغيل ممثلة بيروفية.

## وفيات

### فبراير
- 17 فبراير – سيرو ألجيريا (مواليد 1909)

### أغسطس
- 15 أغسطس – مانويل برادو (مواليد 1889)